# Лопатино (Брейтовский район)
Лопа́тино — деревня в Брейтовском районе Ярославской области. Входит в состав Брейтовского сельского поселения.

## География
Деревня находится в северо-западной части Ярославской области, на расстоянии примерно 4 км (по прямой) к северо-западу от села Брейтово, административного центра района.

### Часовой пояс
Деревня Лопатино, как и вся Ярославская область, находится в часовой зоне МСК (московское время). Смещение применяемого времени относительно UTC составляет +3:00.

## История
В 1859 году в деревне Мологского уезда Ярославской губернии насчитывалось 23 двора и проживало 193 человека, в 1898 году — 32 двора.

## Население
| 2007 | 2010 |
| ---- | ---- |
| 46   | ↘22  |

### Национальный состав
Согласно результатам переписи 2002 года, в национальной структуре населения русские составляли 85 % из 33 чел.

## Известные уроженцы
- Сбитнев, Евгений Александрович (1927—2020) — советский и российский физик. Доктор технических наук. Заслуженный деятель науки РФ.